# 陈啸宏
陈啸宏（1953年9月—），男，福建长乐市人，中华人民共和国政治人物，曾任中华人民共和国卫生部副部长，国家卫生和计划生育委员会副主任，第十二届全国政协委员。